# Juanpe (labdarúgó, 1991)
Juanpe teljes nevén Juan Pedro Ramírez López (Las Palmas de Gran Canaria, 1991. április 30. –) spanyol labdarúgó, a Girona hátvédje.

## Pályafutása
Juanpe a spanyolországi Las Palmas de Gran Canaria városában született. Az ifjúsági pályafutását a helyi Las Palmas akadémiájánál kezdte.
2010-ben mutatkozott be a Las Palmas felnőtt keretében. 2013-ban a Racing Santander szerződtette. 2014-ben Granadához igazolt. 2014 és 2016 között a Racing Santander és a Valladolid csapatát erősítette kölcsönben. 2016. július 7-én hétéves szerződést kötött a másodosztályban szereplő Girona együttesével. Először a 2016. augusztus 21-ei, Sevilla B ellen 3–3-as döntetlennel zárult mérkőzésen lépett pályára. Első gólját 2016. december 17-én, a Gimnàstic ellen hazai pályán 4–2-re megnyert találkozón szerezte meg. A 2016–17-es szezonban feljutottak az első osztályba.

## Statisztikák
2023. május 1. szerint
| Klub     | Szezon   | Osztály          | Bajnokság | Bajnokság | Kupa és Ligakupa | Kupa és Ligakupa | Nemzetközi | Nemzetközi | Összesen | Összesen |
| Klub     | Szezon   | Osztály          | Meccs     | Gól       | Meccs            | Gól              | Meccs      | Gól        | Meccs    | Gól      |
| -------- | -------- | ---------------- | --------- | --------- | ---------------- | ---------------- | ---------- | ---------- | -------- | -------- |
| Girona   | 2016–17  | Segunda División | 35        | 2         | 0                | 0                | —          | —          | 35       | 2        |
| Girona   | 2017–18  | La Liga          | 35        | 5         | 0                | 0                | —          | —          | 35       | 5        |
| Girona   | 2018–19  | La Liga          | 33        | 0         | 3                | 0                | —          | —          | 36       | 0        |
| Girona   | 2019–20  | Segunda División | 37        | 0         | 0                | 0                | —          | —          | 37       | 0        |
| Girona   | 2020–21  | Segunda División | 19        | 2         | 0                | 0                | —          | —          | 19       | 2        |
| Girona   | 2021–22  | Segunda División | 42        | 2         | 3                | 0                | —          | —          | 45       | 2        |
| Girona   | 2022–23  | La Liga          | 16        | 1         | 0                | 0                | —          | —          | 16       | 1        |
| Összesen | Összesen | Összesen         | 217       | 12        | 6                | 0                | 0          | 0          | 223      | 12       |

## Sikerei, díjai
Girona
- Segunda División
  - Feljutó (1): 2016–17, 2021–22